# Migmetratge
Un migmetratge és un film de durada intermèdia, d'entre 35 i 60 minuts o d'una longitud d'entre 1000 i 1,600 metres de bobina. Se situa conceptualment entre el curtmetratge i el llargmetratge.
D'acord amb la norma imposada per la industrialització del cinema, en general un migmetratge pot ser distribuït comercialment solament si es combina amb altres curtmetratges o migmetratges.
La pàgina web FilmAffinity té una categoria de pel·lícules d'entre 30 i 60 minuts, pensada per a migmetratges.